# Zlatokop
Zlatokop (en serbe cyrillique : Златокоп) est un village de Serbie situé sur le territoire de la Ville de Vranje, district de Pčinja. Au recensement de 2011, il comptait 776 habitants.

## Démographie

### Évolution historique de la population
| 1948 | 1953 | 1961 | 1971 | 1981 | 1991 | 2002 | 2011 |
| ---- | ---- | ---- | ---- | ---- | ---- | ---- | ---- |
| 544  | 556  | 579  | 529  | 617  | 725  | 795  | 776  |

|  |